# Swantibor (12. Jahrhundert)
Swantibor, auch Swantibor I. (* unbekannt; † unbekannt) war ein Fürst von Pommern im 12. Jahrhundert. Er ist der Stammvater einer nach ihm benannten Nebenlinie des in Pommern herrschenden Greifenhauses, der Swantiboriden.

## Überlieferung
Swantibor ist nur aus zwei Urkunden aus den Jahren 1187 und 1196 bekannt, in denen er als Vater von Wartislaw Swantiboricz († 1196) erwähnt wird. Letzterer wird in Urkunden als ein Verwandter des in Pommern herrschenden Greifenhauses bezeichnet. Die Nachfahren Swantibors bilden die Nebenlinie der Swantiboriden.
Es ist unbekannt, in welchem näheren Verwandtschaftsverhältnis Swantibor zu dem pommerschen Fürsten Suatobor, der 1107 gestorben sein soll,  gestanden hatte. Dass die beiden Personen identisch sind, gilt als eher unwahrscheinlich, da Wartislaw Swantiboricz dann über 89 Jahre alt geworden sein müsste.
Nach dem Urteil des Historikers Martin Wehrmann (1861–1937) ist das genaue Verwandtschaftsverhältnis dieses Swantibors zum Greifenhaus nicht mit Sicherheit feststellbar; möglicherweise war er ein Vetter der ersten namentlich bekannten Herzöge aus dem Greifenhaus, Wartislaw I. und Ratibor I.

## Nummerierung
Aufgrund der  Quellenlage, die bezüglich dieses Swantibors sehr spärlich ist,  kann dieser nicht sicher als erster Herzog von Pommern seines Namens bezeichnet werden. Da der in der älteren Literatur als Swantibor II. bezeichnete Fürst aus einer Nebenlinie des Greifenhauses stammte, wird dann der deutlich später regierende Swantibor (~1351–1413) zu Swantibor I. So ist Martin Wehrmann in seiner Genealogie des pommerschen Herzogshauses (1937) verfahren.